# Alchemilla crassa
Alchemilla crassa är en rosväxtart som först beskrevs av Alexandr Plocek, och fick sitt nu gällande namn av A. Plocek. Alchemilla crassa ingår i släktet daggkåpor, och familjen rosväxter. Inga underarter finns listade i Catalogue of Life.